# Junge Welt-Pokal 1979
Der Junge Welt-Pokal 1979 war die 31. Auflage des höchsten Fußball-Pokalwettbewerbs der Altersklasse 16–18 auf dem Gebiet der DDR, der vom DFV durchgeführt wurde. Er begann am 6. Mai 1979 mit der Vorrunde und endete am 30. Juni 1979 mit der Titelverteidigung der BSG Wismut Aue, die im Finale gegen die BSG Schiffahrt/Hafen Rostock gewannen.

## Teilnehmende Mannschaften
Am Junge Welt-Pokal der Junioren für die Altersklasse (AK) 16–18 nahmen die Pokalsieger der 15 Bezirke auf dem Gebiet der DDR und der Titelverteidiger teil, wobei die Mannschaften der Juniorenliga nicht teilnahmeberechtigt waren. Spielberechtigt waren Spieler bis zum 18. Lebensjahr (Stichtag: 1. Juni 1960).
Für den Junge Welt-Pokal qualifizierten sich der Titelverteidiger und folgende fünfzehn Bezirkspokalsieger bzw. dessen Vertreter:
| - Bezirk Rostock BSG Schiffahrt/Hafen Rostock - Bezirk Schwerin SG Dynamo Schwerin - Bezirk Neubrandenburg BSG Post Neubrandenburg - Bezirk Potsdam BSG Motor Babelsberg - Ost-Berlin BSG Sparta Berlin | - Bezirk Frankfurt (Oder) BSG Stahl Eisenhüttenstadt - Bezirk Magdeburg TuS Fortschritt Magdeburg Neustadt - Bezirk Halle BSG Turbine Halle - Bezirk Leipzig BSG Chemie Leipzig - Bezirk Cottbus BSG Energie Cottbus | - Bezirk Dresden BSG Stahl Riesa - Bezirk Karl-Marx-Stadt BSG Sachsenring Zwickau BSG Wismut Aue (TV) - Bezirk Erfurt BSG Motor Gotha - Bezirk Gera BSG Fortschritt Weida - Bezirk Suhl BSG Aktivist Kali Werra Tiefenort (TV) – Titelverteidiger |

## Modus
Der Pokalwettbewerb wurde wie im Vorjahr von der Vorrunde bis zum Finale im K.-o.-System durchgeführt. Die Vorrunde sowie das Viertelfinale wurden nach möglichst territorialen Gesichtspunkten ausgelost und in Hin- und Rückspielen entschieden. Ab dem Halbfinale wurde jeweils vor einem Aufstiegsspiel zur DDR-Oberliga auf neutralen Platz gespielt.

## Vorrunde
| Datum                  |                                    | Gesamt |                              | Hinspiel | Rückspiel |
| ---------------------- | ---------------------------------- | ------ | ---------------------------- | -------- | --------- |
| So 6. Mai / So 13. Mai | TuS Fortschritt Magdeburg Neustadt | 2:5    | BSG Motor Babelsberg         | 2:2      | 0:3       |
| So 6. Mai / So 13. Mai | BSG Post Neubrandenburg            | 1:0    | BSG Sparta Berlin            | 0:0      | 1:0       |
| So 6. Mai / So 13. Mai | BSG Energie Cottbus                | 3:6    | BSG Stahl Eisenhüttenstadt   | 0:3      | 3:3       |
| So 6. Mai / So 13. Mai | BSG Stahl Riesa                    | 4:5    | BSG Turbine Halle            | 3:1      | 1:4       |
| So 6. Mai / So 13. Mai | SG Dynamo Schwerin                 | 3:6    | BSG Schiffahrt/Hafen Rostock | 3:3      | 0:3       |
| So 6. Mai / So 13. Mai | BSG Sachsenring Zwickau            | 1:3    | BSG Chemie Leipzig           | 1:3      | 0:0       |
| So 6. Mai / So 13. Mai | BSG Fortschritt Weida              | 3:7    | BSG Wismut Aue               | 0:1      | 3:6       |
| So 6. Mai / So 13. Mai | BSG Aktivist Kali Werra Tiefenort  | 1:6    | BSG Motor Gotha              | 0:3      | 1:3       |

## Viertelfinale
| Datum                   |                              | Gesamt |                            | Hinspiel | Rückspiel |
| ----------------------- | ---------------------------- | ------ | -------------------------- | -------- | --------- |
| So 27. Mai / Sa 2. Juni | BSG Motor Babelsberg         | 2:4    | BSG Stahl Eisenhüttenstadt | 2:3      | 0:1       |
| So 27. Mai / Sa 2. Juni | BSG Schiffahrt/Hafen Rostock | 3:2    | BSG Post Neubrandenburg    | 2:0      | 1:2       |
| So 27. Mai / Sa 2. Juni | BSG Turbine Halle            | 01:18  | BSG Chemie Leipzig         | 1:9      | 0:9       |
| So 27. Mai / Sa 2. Juni | BSG Motor Gotha              | 01:10  | BSG Wismut Aue             | 0:6      | 1:4       |

## Halbfinale
Die Partien fanden vor den Aufstiegsspielen zur DDR-Oberliga BSG Energie Cottbus – BSG Motor Suhl im Cottbuser Stadion der Freundschaft und vor BSG Chemie Leipzig – TSG Bau Rostock im Leipziger Georg-Schwarz-Sportpark statt.
| Datum                  |                            | Ergebnis |                              | Spielort |
| ---------------------- | -------------------------- | -------- | ---------------------------- | -------- |
| Sa 16. Juni, 12:45 Uhr | BSG Chemie Leipzig         | 1:2      | BSG Schiffahrt/Hafen Rostock | Cottbus  |
| Sa 16. Juni, 12:45 Uhr | BSG Stahl Eisenhüttenstadt | 3:4      | BSG Wismut Aue               | Leipzig  |

## Finale
Das Finale fand als Vorspiel der Aufstiegspartie zur DDR-Oberliga BSG Chemie Leipzig – BSG Energie Cottbus statt.
| Paarung                      | BSG Schiffahrt/Hafen Rostock – BSG Wismut Aue |
| Ergebnis                     | 0:3 (0:1) |
| Datum                        | Samstag, 30. Juni 1979 um 12:45 Uhr |
| Stadion                      | Georg-Schwarz-Sportpark, Leipzig |
| Zuschauer                    | 10.000 zur Halbzeit und 18.000 am Ende |
| Schiedsrichter               | Gerhard Bude (Halle) |
| Tore                         | 0:1 Böttcher (34.) 0:2 König (85.) 0:3 Scherf (88.) |
| BSG Schiffahrt/Hafen Rostock | Wolfgang Berndt – Neumann (61. Rabenhorst), Frank Höniger, Jens Wagner, Holger Niehoff, Torsten Pinkohs (46. Andreas Seering), Karsten Rugenstein, Peter Michalke, Ingolf Pönisch, Torsten Gritzan, Saß Cheftrainer: Heinz Pinkohs |
| BSG Wismut Aue               | Frank Groß – Viertel, Peter Georgi, Jürgen Dietel, Hans-Peter Scherf, Uwe Böttcher, Frank Stierandt, Mathias König, Andreas Thormann, Hachel, Bert Rümmler Cheftrainer: Konrad Schaller / Heinz Glaser                             |
| Besonderheiten               | Gritzan scheiterte in der 31. Minute mit einem Foulstrafstoß an Groß |